# بارداری
بارداری یا حاملگی (به انگلیسی: Pregnancy)، زمانی است که طی آن یک یا چند فرزند در رحم زن رشد و تکوین (آبستنی) می‌کنند. چندقلوزایی شامل بیش از یک فرزند برای مثال فرزندان دوقلو می‌شود. بارداری معمولاً از طریق آمیزش جنسی اتفاق می‌افتد اما می‌تواند از طریق روش‌های فناوری کمک‌باروری نیز رخ دهد. بارداری ممکن است به تولد زنده و زایمان طبیعی، سقط خودبه‌خودی، سقط جنین خودخواسته یا مرده‌زایی ختم شود. زایمان معمولاً حدود ۴۰ هفته پس از شروع آخرین دوره قاعدگی (LMP) اتفاق می‌افتد که کمی بیش از ۹ ماه است (سن آبستنی). در صورت استفاده از سن لقاح، طول آن به حدود ۳۸ هفته می‌رسد. رویان اصطلاحی است که برای فرزندان در حال تکوین در طول هشت هفته اول پس از لقاح (یعنی ده هفته سن آبستنی) استفاده می‌شود و پس از آن، تا زمان تولد فرزند از واژه جنین استفاده می‌شود. علائم و نشانه‌های زودهنگام بارداری ممکن است شامل عدم خون‌ریزی در قاعدگی، سینه‌های حساس، تهوع حاملگی (تهوع و استفراغ)، گرسنگی و تکّرر در ادرار کردن باشد. بارداری ممکن است با کمک آزمایش بارداری تأیید شود. برای جلوگیری از بارداری از روش‌های پیشگیری از بارداری استفاده می‌شود.
بارداری به سه دوره تقریبی سه‌ماهه تقسیم می‌شود. سه‌ماهه اول شامل لقاح است که یعنی زمانی که اسپرم تخمک را بارور می‌کند. سپس تخمک بارور شده به سمت لوله فالوپ حرکت می‌کند و به داخل رحم می‌چسبد؛ جایی که شروع به تشکیل رویان و جفت جنین می‌کند. در سه‌ماهه اول، احتمال سقط جنین (مرگ طبیعی رویان یا جنین) در بالاترین حد خود قرار دارد. در اواسط سه‌ماهه دوم، حرکت جنین ممکن است احساس شود. در هفته ۲۹م، اگر مراقبت‌های پزشکی با کیفیت بالا ارائه شود، بیش از ۹۰ درصد نوزادان می‌توانند در خارج از رحم زنده بمانند، اگرچه نوزادانی که در این زمان به دنیا می‌آیند احتمالاً عوارض سلامتی جدی مانند مشکلات قلبی و تنفسی و معلولیت‌های ذهنی و رشدی طولانی مدت را تجربه خواهند کرد.
مراقبت‌های دوران بارداری نتایج نهایی دوران بارداری را بهبود می‌بخشد.مراقبت‌های دوران بارداری ممکن است شامل مصرف اسید فولیک اضافی، پرهیز از مصرف تفریحی مواد مخدر، پرهیز از سیگار کشیدن، پرهیز از مصرف الکل، انجام ورزش منظم، انجام آزمایش خون و معاینات بالینی منظم باشد. عوارض بارداری ممکن است شامل اختلال‌های فشار خون بالا، دیابت بارداری، کم‌خونی ناشی از فقر آهن و استفراغ تند بارداری باشد. در یک زایمان ایدئال، زمانی که یک زن «در ترم» است، زایمان به خودی خود آغاز می‌شود. نوزادانی که قبل از ۳۷ هفتگی به دنیا می‌آیند «زودرس» هستند و در معرض خطر بیشتری برای مشکلات سلامتی مانند فلج مغزی هستند. نوزادانی که بین هفته‌های ۳۷م تا ۳۹م متولد می‌شوند «ابتدای ترم» در نظر گرفته می‌شوند در حالی که نوزادانی که بین هفته‌های ۳۹م تا ۴۱م متولد می‌شوند «ترم کامل» در نظر گرفته می‌شوند. نوزادانی که بین هفته‌های ۴۱م تا ۴۲م به دنیا می‌آیند، «انتهای ترم» در نظر گرفته می‌شوند، در حالی که پس از ۴۲ هفته «پس از ترم» در نظر گرفته می‌شوند. زایمان قبل از هفته ۳۹م با القای زایمان یا سزارین توصیه نمی‌شود مگر اینکه به دلایل پزشکی دیگر نیاز باشد.
حدود ۲۱۳ میلیون بارداری در سال ۲۰۱۲ میلادی رخ داد که از این تعداد ۱۹۰ میلیون (۸۹ درصد) در کشورهای در حال توسعه و ۲۳ میلیون (۱۱ درصد) در کشورهای توسعه یافته بوده‌است. تعداد بارداری در زنان ۱۵ تا ۴۴ ساله ۱۳۳ مورد در هر ۱۰۰۰ زن است. حدود ۱۰ تا ۱۵ درصد از بارداری‌های شناخته شده به سقط جنین ناخواسته ختم می‌شود. در سال ۲۰۱۶ میلادی، عوارض بارداری منجر به مرگ ۲۳۰٬۶۰۰ مورد مرگ در مادران شد که نسبت به ۳۷۷٬۰۰۰ مرگ در سال ۱۹۹۰ میلادی کاهش یافته‌است. علل شایع مرگ عبارتند از خونریزی، عفونت‌ها، بیماری‌های فشار خون بارداری، انسداد زایمان، سقط جنین ناخواسته، سقط جنین خواسته، یا حاملگی خارج رحمی. در سراسر جهان، ۴۴ درصد از بارداری‌ها بدون برنامه‌ریزی و ناخواسته هستند. بیش از نیمی (۵۶٪) از حاملگی‌های برنامه‌ریزی نشده سقط می‌شوند. در میان حاملگی‌های ناخواسته در ایالات متحده، ۶۰ درصد از زنان تا حدودی در ماه شروع بارداری از روش‌های پیشگیری از بارداری استفاده می‌کردند.
بیشتر افراد بعد از آمیزش جنسی احساس خوش آیندی می‌کنند

## شیوهٔ باردار شدن
وقتی آمیزش جنسی انجام شد، اسپرم مرد از دهانهٔ رحم زن وارد رحم می‌شود و به سمت لوله‌های فالوپ حرکت می‌کند. اگر یکی از اسپرمها بتواند به لولهٔ رحم و سپس به تخمک برسد و وارد آن شود، تخمک بارور خواهد شد. در این حالت دیوارهٔ خارجی تخمک تغییر حالت می‌دهد و اجازهٔ ورود اسپرم دیگری را نخواهد داد. ژن‌ها و جنسیت جنین در لحظهٔ لقاح مشخص می‌شود. اگر اسپرم دارای کروموزوم Y باشد، جنسیت جنین پسر و اگر دارای کروموزوم X باشد، دختر خواهد شد.

## بارداری دوقلو
باردار دوقلو یا چندقلویی به دو شکل همسان و ناهمسان وجود دارد:

### دوقلوهای همسان
تولد دوقلوهای همسان با تقسیم یک تخمک بارور به صورت تصادفی اتفاق می‌افتد.

### دوقلوهای ناهمسان
دوقلوهای ناهمسان از دو تخمک متفاوت که همزمان آزاد شده‌اند به‌وجود می‌آیند.

## واژه‌شناسی

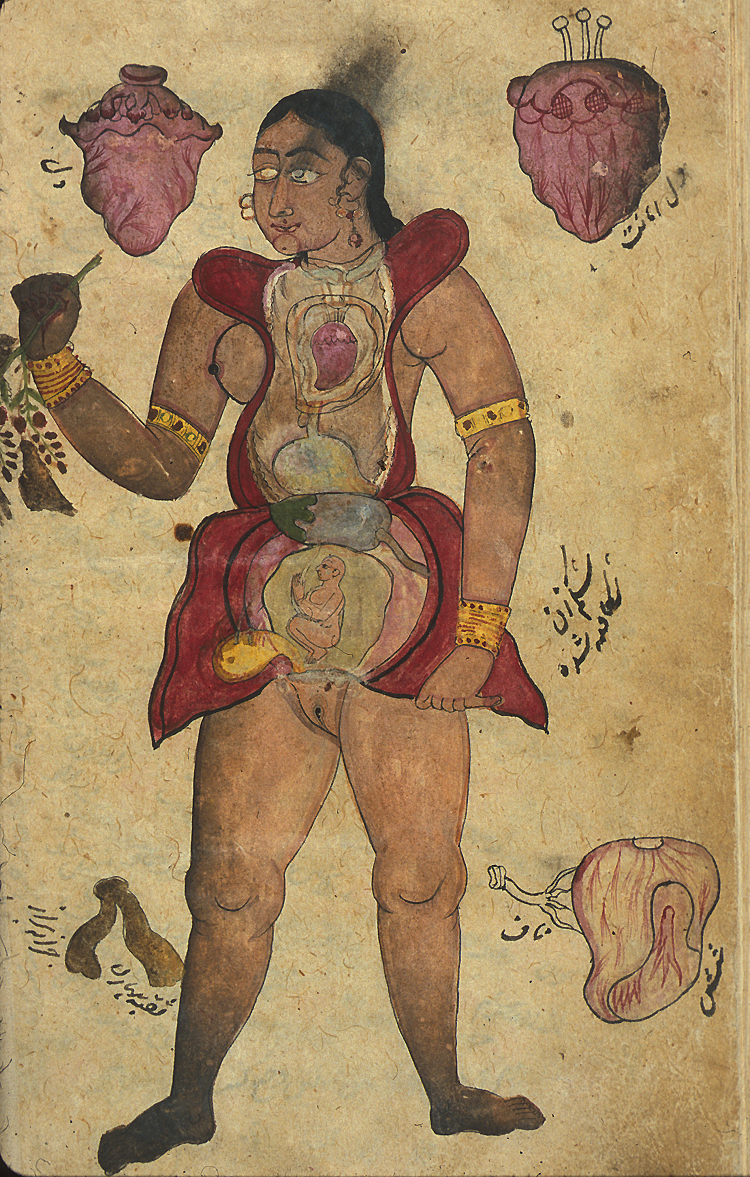
کالبدشناسی یک زن باردار اثر میر محمد ارزانی بن میر حاجی مقیم

در اصطلاحات علمی به وضعیت بارداری گراوید می‌گویند و به انسان مؤنث باردار گراویدا. پاریتی یا پارا برای نشان دادن تعداد بچه‌های سالم به دنیا آمدهٔ قبلی به کار می‌رود. زنی که هیچ‌گاه باردار نشده نولی‌گراوید و زنی که برای اولین بار باردار شده پریمی‌گراوی گفته می‌شود و در بارداری‌های بعدی مولتی‌گراوید یا مولتی پار نامیده می‌شود. زنی که هیچ‌گاه باردار نشده یا جنینی را بیش از ۲۰ هفتگی نگه نداشته نولی‌پار خوانده می‌شود. از این اصطلاحات برای نشان دادن وضعیت بارداری‌های قبلی یک زن در شرح‌حال و ثبت اطلاعات پزشکی در حین بارداری یا شرایط دیگر به کار می‌رود. واژهٔ رویان در طی ۹ هفتهٔ اول بعد لقاح و جنین از هفتهٔ ۱۰ تا پایان بارداری به کار می‌رود.
در بسیاری تعاریف پزشکی و قانونی بارداری به سه قسمت (تریمستر) تقسیم می‌شود. در اولین سه‌ماهه یا تریمستر بیشترین ریسک سقط وجود دارد. در طی تریسمتر دوم یا سه‌ماهه دوم رشد جنین قابل بررسی است و از تریسمتر سوم یا سه‌ماههٔ سوم جنین قابلیت بقای خارج رحم را به‌دست می‌آورد.

## سن مناسب بارداری
در ناباروری‌هایی که عوامل مردانه دخیل است، با انجام آزمایش‌های ساده پاسخ آن دریافت می‌شود اما در زنان ممکن است اختلالات تخمکگذاری مانع از فرزندآوری شود که افزایش سن در کیفیت تخمک‌ها مؤثر است. کاهش کیفیت در باروری تخمک‌ها از سن ۳۵ سالگی به بعد است. بهتر است تا قبل از ۳۵ سال اقدام به فرزندآوری کرد؛ چون بارداری بعد از ۳۵ سالگی با شروع خطرات و مشکلاتی همراه است.

## نشانه‌ها
برخی از مهم‌ترین علائم بارداری یا حاملگی به این ترتیب است:
- به تأخیر افتادن پریود: اولین و رایج‌ترین نشانه بارداری، عقب افتادن قاعدگی است. لازم است ذکر شود که تأخیر در پریود، لزوماً به معنای باردار شدن نیست؛ مخصوصاً اگر شما سیکل قاعدگی نامنظمی دارید. همچنین، عوامل زیادی غیر از بارداری، می‌توانند باعث تأخیر در پریودی شوند.
- حالت تهوع: حالت تهوع در بارداری، اغلب از اولین علائمی هستند که خانم‌های حامله تجربه می‌کنند. افزایش هورمون‌ها در ۴ ماه اول بارداری، علت اصلی این نشانه محسوب می‌شود. حالت تهوع برخلاف نامش فقط در صبح‌ها رخ نمی‌دهد و تا سه‌ماهه اول بارداری و گاهی بعد از آن نیز ادامه دارد.
- استفراغ: استفراغ بارداری یکی از شایع‌ترین عوارض بارداری است به طوری که بیش از نیمی از زنان باردار را مبتلا می‌کند. در طب نوین مهم‌ترین علت استفراغ بارداری تغییرات هورمونی در طول بارداری و فشار به معده ناشی از بزرگی رحم می‌باشد.
- سردرد: یکی دیگر از علائم اولیه و شایع در ابتدا بارداری، سردرد است. خانم‌های باردار معمولاً به دلیل تغییر سطح هورمون‌ها و افزایش حجم خون، سردرد می‌شوند. درصورتی‌که سردردتان متوقف نمی‌شود یا درد زیادی دارید، حتماً به پزشک مراجعه کنید.
- لکه‌بینی یا خونریزی لانه‌گزینی: لانه گزینی ممکن است در برخی از خانم‌ها همراه با خونریزی خفیف یا لکه بینی باشد. کاشته شدن تخمک در دیواره داخلی رحم، معمولاً یک تا دو هفته پس از لقاح انجام می‌شود؛ بنابراین یکی از نشانه‌های اولیه که خانم‌های باردار با آن مواجه می‌شوند، لکه بینی لانه گزینی است. بهتر است بدانید که خونریزی در اوایل بارداری می‌تواند نشانه عفونت یا عارضه‌های جدی‌تر از قبیل سقط جنین، حاملگی خارج از رحم یا جفت سرراهی باشد.
- بدخلقی: تغییر خلقی در طول بارداری بسیار شایع است، و دلیل اصلی آن عدم تعادل هورمونی است. این تغییر، به نوبه خود، سطح انتقال دهنده‌های عصبی را کاهش می‌دهد. انتقال دهنده‌های عصبی مجموعه ای از مواد شیمیایی حاضر در مغز است که انواع خلق و خو را کنترل می‌کند.
- خستگی: خستگی در بارداری بیشتر در سه‌ماهه اول رخ می‌دهد. معمولاً در سه‌ماهه دوم از بین می‌رود و دوباره در سه‌ماهه سوم خود را نشان می‌دهد. در اوایل بارداری، خستگی شدید به احتمال زیاد به‌دلیل افزایش چشمگیر هورمون پروژسترون است. اما در اواخر بارداری، خستگی ممکن است به‌دلیل اختلالات خواب و افزایش ناگهانی وزن جنین باشد.
- یبوست: اگرچه یبوست یکی از مشکلات شایع است که حتی در دوران پریود نیز گریبان‌گیر شما می‌شود، اما در صورت وجود این مشکل همراه با سایر نشانه‌های حاملگی، احتمال باردار بودن شما افزایش پیدا می‌کند.
- ورم اندام‌ها: تورم به این دلیل است که بدن شما بیش از حد معمول آب در دوران بارداری نگه می‌دارد. در طول روز، آب اضافی در پایین‌ترین قسمت‌های بدن جمع می‌شود، به خصوص اگر هوا گرم باشد یا زیاد ایستاده باشید. فشار رحمِ در حال رشد نیز می‌تواند بر جریان خون در پاهای شما تأثیر بگذارد و باعث تجمع مایع در پاها، قوزکها و مچ شود.
- تکرر ادرار: تکرر ادرار یکی از نشانه‌های اولیه بارداری و رایج است و می‌تواند در کنار علائم دیگر، تکرر ادرار نشانه بارداری باشد. تکرر ادرار در ابتدا به دلیل افزایش سطح هورمون‌های پروژسترون و گنادوتروپین جفتی انسانی (hCG) رخ می‌دهد. در حالی که برخی از افراد باردار ممکن است تغییرات خفیفی را تجربه کنند، برخی دیگر ممکن است احساس کنند نیاز به دویدن مداوم به دستشویی در طول روز و شب دارند. تکرر ادرار در ماه ششم بارداری یا تکرر ادرار در ماه هشتم بارداری، ممکن است اتفاق بیفتد.
- مشکلات خواب: در اوایل بارداری معمولاً احساس چرت زدن و خواب‌آلودگی در روز و کاهش خواب در شب مشاهده می‌شود. علت احساس اختلال خواب در دوران بارداری و خواب‌آلودگی در اوایل بارداری، افزایش هورمون پروژسترون است. این هورمون همچنین اثرات خواب‌آلودگی و گاهی تسکین‌دهنده نیز دارد. زنانی که عادت دارند روی شکم بخوابند، به علت فشار به سینه‌ها احساس درد و حساسیت می‌کنند و گاهی این مسئله موجب اختلال خواب در دوران بارداری می‌شود. از طرفی دیگر پرخونی و رشد رحم که در مجاورت مثانه قرار دارد سبب فشار و پرخونی محیط مثانه می‌شود و احساس تکرار ادرار، زن باردار را به‌طور مکرر در شب بیدار می‌کند. گاهی حالت تهوع صبحگاهی نیز در طول شب ادامه دارد که سبب بدخوابی می‌شود.
- ویار: علاقه خود را به برخی غذاها یا نوشیدنی‌هایی که قبلاً از آن‌ها لذت می‌بردید، مانند چای، قهوه یا غذاهای چرب از دست می‌دهید؛ حتی ممکن است هوس برخی مواد غذایی را کنید که قبلاً چندان برایتان جالب‌توجه نبوده‌است.
- نفخ:[۳۱] نفخ کردن به‌صورت مقطعی یکی دیگر از مشکلات شایع است که حتی در اثر مصرف مواد غذایی خاص ایجاد می‌شود، اما در صورت تداوم آن، می‌تواند از علائم بارداری در هفته اول محسوب شود.

## مشکلات شایع
بارداری گاهی با مشکلاتی همراه است که برخی از آن‌ها به شرح زیر خواهد بود:
- کمردرد
- خونریزی لثه[۳۲]
- یبوست
- گرفتگی عضلات
- ترومبوز ورید عمقی
- غش کردن
- احساس گرگرفتگی
- فشار خون بالا و پره‌اکلامپسی
- بی‌اختیاری ادرار
- سوءهاضمه
- خارش
- ترشح شیر از نوک سینه‌ها
- احساس تهوع و استفراغ
- خون دماغ شدن
- تکرر ادرار
- درد لگن
- بواسیر
- مشکلات پوست و مو
- بیخوابی
- علائم کشش و ترک پوست
- تورم مچ پا، پاها، انگشتان دست
- مشکلات دندان و لثه
- خستگی
- ترشحات واژن
- خونریزی واژینال
- سیاهرگ‌های واریسی[۳۳]

## طول دوران بارداری

سی تی اسکن از هفته ۳۷ام بارداری

بارداری اگر معمولی و طبیعی باشد و مشکل خاصی وجود نیاید اغلب بین ۳۷ تا ۴۲ هفته برآورد شده‌است. اما گاهی نوزادان به شکل زودرس در هفته‌های قبل از ۳۷ نیز متولد می‌شوند. اگر زایمان قبل از هفتهٔ ۳۷ انجام شود، یک زایمان زودرس است. پس از هفتهٔ ۴۱ هم جفت کم‌کم از بین می‌رود و ممکن است جنین نتواند به راحتی اکسیژن و مواد مغذی را دریافت کند و وضعیت زجر جنین اتفاق بیفتد.
طول دوران حاملگی از ۴۲ هفته یا ۲۹۴ روز از اولین روز از آخرین قاعدگی بیشتر می‌شود. در حاملگی طول کشیده، کم بودن مایع آمنیون یافته‌ای شایع است کاهش حجم مایع آمنیون جنین را در معرض خطر اختلالات مربوط به بند ناف قرار می‌دهد.

### علت‌ها
- تخمین اشتباه سن بارداری شایع‌ترین علت حاملگی طول کشیده‌است
- علل هورمونی (مانند کمبود سولفاتاز جفتی نوعی اختلال وابسته به کروموزوم x، که جنین‌های پسر را گرفتار می‌کند در چنین حالتی جفت نمی‌تواند استروژن بسازد از این رو حاملگی طول می‌کشید).
- سابقه حاملگی طول کشیده
- سن پایین مادر
- اولین زایمان
- مولتی پاریته

## عارضه‌ها

### عوارض جنینی
- بزرگ شدن بیش از حد جنین که با دیستوشی زایمان همراه است
- خطر بلع مدفوع توسط جنین
- آسیب دیدگی جنین
- کاهش مایع آمنیون
- اختلال‌های ضربان قلب جنین حین زایمان
- مرگ جنین
- چروک پوست جنین (به این حالت پیری جنین می‌گویند)

### عوارض مادری
- آسیب به بافت مسیر زایمان ناشی بزرگ بودن جنین
- خونریزی بیشتر

## مصرف داروها در دوران بارداری
در دوران بارداری اصولاً به جزء برخی ویتامین‌ها و مکمل‌های غذایی، تجویز سایر داروها باید با احتیاط صورت گیرد، زیرا خطر سقط جنین یا ایجاد ناهنجاری‌های مادرزادی جنین وجود دارد. داروهای خطرناک در دوران بارداری به شرح زیر است:
- استامینوفن
- آسیکلوویر
- داروهای ضدتهوع مثل اندانسترون و متوکلوپرامید
- آسپارتام
- آسپرین با دوز پایین
- آرام‌بخشهای ملایم مثل مپروبامات، کلردیازپوکساید و فلوکسیتین
- پنی‌سیلین، سفالکسین، اریترومایسین و چند آنتی‌بیوتیک دیگر
- زایوودین
- قرص‌های ضدبارداری
- ایبوپروفن (بروفن) به جزء در سه‌ماههٔ آخر بارداری
- برخی داروهای ضدفشار خون مانند متیل دوپا
- داروهای ضدافسردگی
- آکوتان (ایزوترتینوئین)

## وزن‌گیری بارداری
در طول بارداری باید مراقب کالری مصرفی خود باشید. اگر شما دارای اضافه وزن (چه کم و چه زیاد) باشید، باید بیشتر از هر مادر دیگری در دوران بارداری کالری مصرفی خود را تحت نظر کارشناس تغذیه تحت کنترل داشته باشید و سبک زندگی سالمی را انتخاب کنید. این اضافه وزن در طول بارداری می‌تواند شدیدتر شود و ریسک ابتلا به بیماری‌های و اختلالات دوران بارداری را چه برای مادر و چه جنین افزایش دهد. با اینکه در نهایت به علت رشد جنین در رحم وزن شما زیاد خواهد شد، اما این اضافه شدن وزن باید طبق جدول استاندارد باشد و نباید از اعداد این جدول بالاتر برود. شما می‌توانید از راهنمایی‌های کارشناسان رژیم لاغری نیز کمک بگیرید و رژیم غذایی دوران بارداری مخصوص به خود را داشته باشید.

## تغذیهٔ بارداری

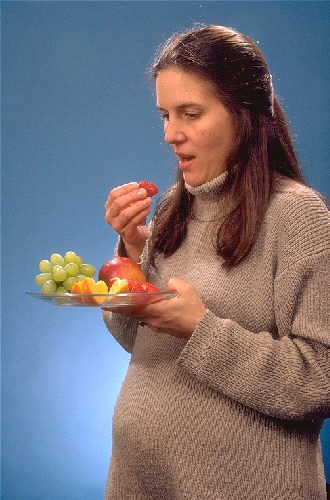
یک زن باردار درحال تغذیه کردن

داشتن برنامهٔ غذایی خوب و سالم در بارداری یکی از مهم‌ترین نکات در داشتن وزن و اضافه وزنی ایدئال در بارداری است. مصرف کردن و داشتن یک رژیم غذایی که شامل مواد غذایی مهمی مثل نان و غلات، لبنیات، پروتئین، آهن، مایعات سالم، میوه و سبزیجات می‌تواند در تضمین سلامت مادر و جنین نقش بسزایی ایفا کند. خوردن غذاهای چسبناک و شکری را برای حفظ سلامت دندان و لثه با میوه و سبزیجات جایگزین کنید.

## ورزش بارداری

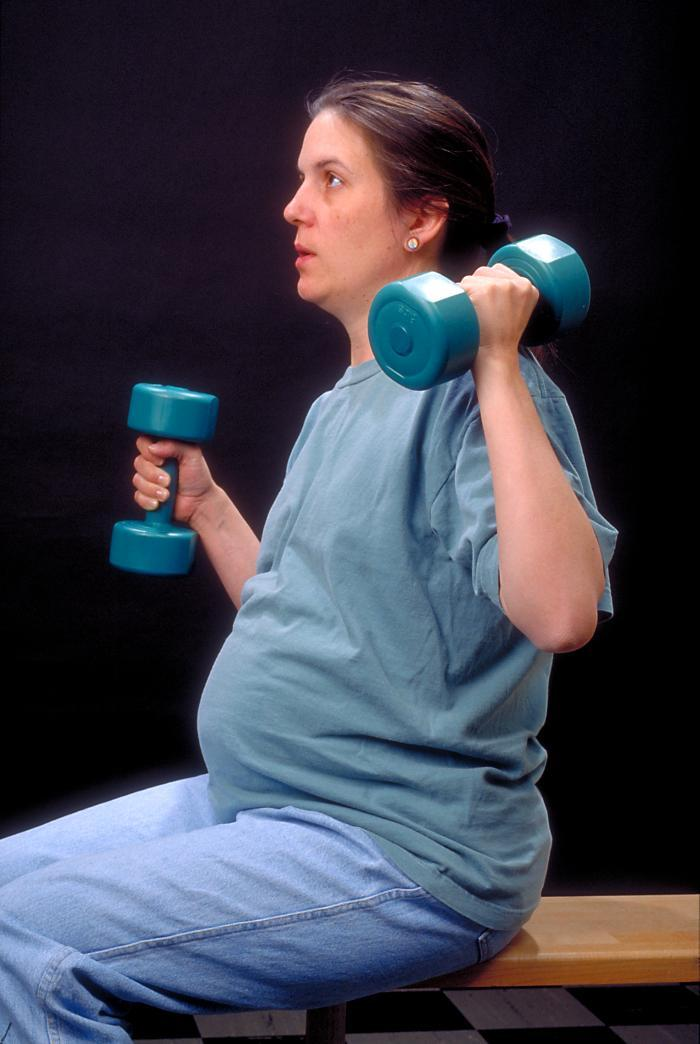
یک زن باردار درحال ورزش

ورزش‌های بارداری نقش مهمی در تولد یک نوزاد سالم و یک زایمان طبیعی راحت برای زنان باردار دارد. ورزش‌های بارداری شامل تمرینات کگل یا تقویت عضلات پرینه، حرکت اسکات، ورزش با توپ، ورزش در آب، یوگا، حرکات کششی و پیاده‌روی است. حتماً باید زیر نظر متخصص انجام شود. از ورزش‌های سنگین بپرهیزید.

## مسافرت بارداری
به صورت کلی بهتر است سفر در دوران بارداری انجام نشود. خصوصاً زمانی که زن باردار درگیر مسائلی چون لکه بینی، پایین بودن جفت، فشار خون بارداری و… هست، سفر اصلاً توصیه نمی‌شود. اما اگر سفر ضروری بود، می‌توان با رعایت نکات ایمنی سفر انجام شود.

## آداب و رسوم ایرانی
در دین اسلام، یهود و زرتشت، به فرزند آوردن زنان، ارج نهاده شده‌است. از همین رو ایرانیان که عمدتاً پیرو یکی از همین ادیان بودند، آداب و رسوم زیادی در این خصوص داشته و دارند.

## سه‌ماهه‌های بارداری
دو تقسیم‌بندی برای شمارش هفته‌ها و ماه‌های بارداری وجود دارد:

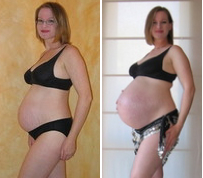
مقایسهٔ هفتهٔ بیست‌وششم و چهلم بارداری

### تقسیم‌بندی اول:
- سه‌ماههٔ اول بارداری؛ از هفتهٔ اول تا پایان هفتهٔ ۱۴ بارداری
- سه‌ماههٔ دوم بارداری؛ از هفتهٔ ۱۵ تا پایان هفتهٔ ۲۸ بارداری
- سه‌ماههٔ سوم بارداری؛ از هفتهٔ ۲۹ تا زمان زایمان

### در تقسیم‌بندی دوم:
- نیمهٔ اول بارداری؛ از هفته صفر تا ۲۰
- نیمهٔ دوم بارداری؛ از هفتهٔ ۲۰ تا ۴۰

تحقیقات نشان داده‌است که تغییرات فیزیولوژیکی طی بارداری به زنان باردار کمک می‌کند تا تعادل خود را حفظ کنند و در هنگام حرکت واژگون نشوند.

## اهمیت سه‌ماههٔ نخست بارداری
سه‌ماهۀ اول بارداری به دوران قبل از هفتهٔ ۱۲ بارداری گفته می‌شود. با توجه به اینکه بسیاری از زنان در این دوره از حاملگی خود بی‌اطلاع هستند بیشتر سقط‌های جنین‌های ناخواسته در این دوران اتفاق می‌افتند. از نظر علمی اولین روز بارداری از زمان آزاد شدن تخمک محاسبه می‌شود؛ بنابراین پزشکان برای تخمین زمان تولد، روز اول پریود را به عنوان مبنا در نظر می‌گیرند. تکامل رویانی و اندام‌زایی جنین نیز در این دوران اتفاق می‌افتند.
در اولین قدم در سه‌ماهه اول بارداری، ترک سیگار و الکل و کاهش کافئین. مصرف مکمل اسید فولیک را شروع کنید به یاد داشته باشید از این نقطه به بعد برای مصرف هر دارو با پزشک مشورت نمایید.

## افسردگی پس از زایمان
افسردگی پس از زایمان (Postnatal depression) نامی است که به نوعی افسردگی که در برخی موارد پس از وضع حمل، زنان را مبتلا می‌کند گفته می‌شود. از هر ۱۰ زن، حدود یک زن این افسردگی را تجربه می‌کنند. این اختلال معمولاً طی یک ماههٔ نخست پس از وضع حمل آغاز می‌شود، اما حتی می‌تواند تا ۶ ماه بعد نیز ظهورش به تعویق بیفتد. اما گرفتگی خلق یا همان غم و اندوه مادران پس از زایمان با افسردگی پس از زایمان فرق دارد.
بروز اختلالات روان شناختی در این دوران می تواند یک پیشگویی کنندۀ منفی برای شیوه زندگی سالم و باعث کاهش خودمراقبتی در طی بارداری گردد، به طوری که پریشانی روانشناختی این مادران اغلب با تغذیه، فعالیت بدنی، بهداشت و روابط اجتماعی نامناسب همراه است.
از جمله اقدامات کم هزینه که می تواند مفید باشد، انجام مداخلات روانشناسی توسط پرسنل بهداشتی جهت کاهش اختلالات رایج روان در دورۀ بارداری است. روان شناسی مثبت گرا یکی از رویکردهای مطرح در این زمینه می باشد که توانسته است باعث بهبود کیفیت زندگی خصوصاً درعملکرد جسمانی، نشاط، سلامت عاطفی و عملکرد اجتماعی شود.

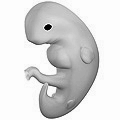
رویان در چهارمین هفته
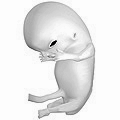
جنین در هشتمین هفته
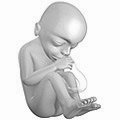
جنین در ۱۸مین هفته
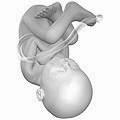
جنین در ۳۸مین هفته
ماه اول (تصویر ساده‌شده)
ماه سوم (تصویر ساده‌شده)
ماه پنجم (تصویر ساده‌شده)
ماه نهم (تصویر ساده‌شده)

## نگارخانه

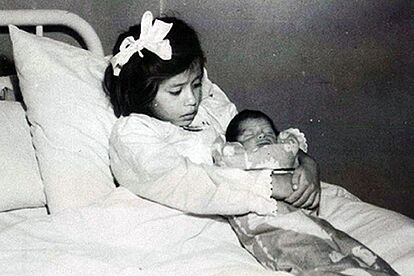
لینا مدینا جوان‌ترین مادر جهان در تاریخ پزشکی است که در سال ۱۹۳۹ در حالی که ۵ سال و هفت ماه و ۲۱ روز سن داشت پسری را به نام «جراردو» به دنیا آورد.
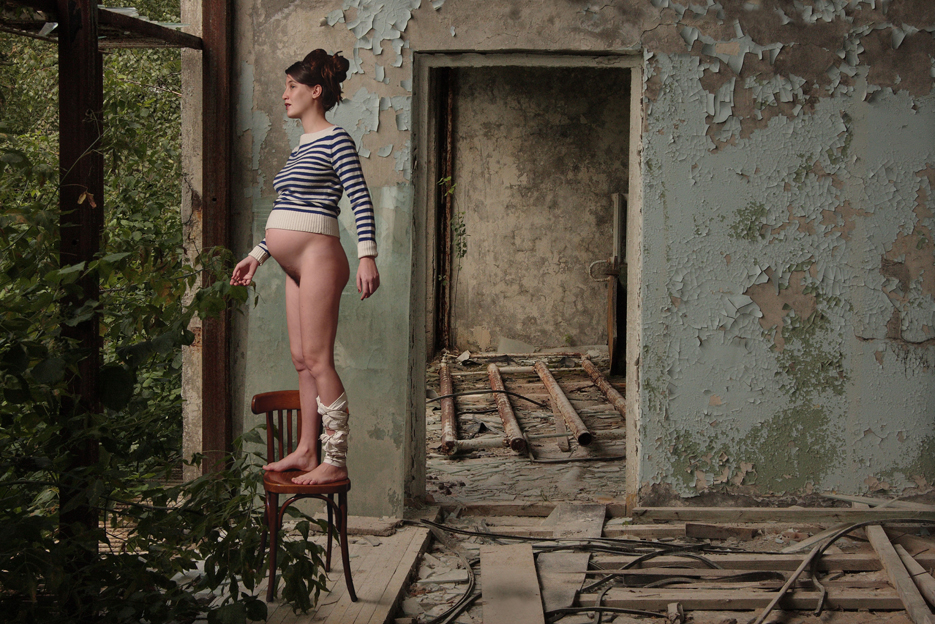
افسردگی در زمان بارداری

## یادداشت
1. ↑  به انگلیسی:Uterus
2. ↑  به انگلیسی:Gestational age
3. ↑  به انگلیسی: Fetus
4. ↑  at term
5. ↑  به انگلیسی: preterm
6. ↑  به انگلیسی: early term
7. ↑  به انگلیسی: full term
8. ↑  به انگلیسی: late term
9. ↑  به انگلیسی: post term
10. ↑  Parity
11. ↑  First Trimester